# آلیوت (داکوتای جنوبی)
آلیوز(به انگلیسی: Olivet) شهری در ایالت داکوتای جنوبی کشور ایالات متحده آمریکا است که جمعیت آن در سرشماری سال ۲۰۱۰ میلادی، ۷۴ نفر بوده‌است.